# Giải bóng đá U-19 Quốc gia 2008
Giải bóng đá U19 quốc gia Việt Nam 2008 có tên gọi chính thức: Giải bóng đá U19 Quốc gia - Cúp Sơn Kova 2008, là mùa giải thứ 3 do VFF tổ chức. Giải đấu này diễn ra theo hai giai đoạn, vòng loại sẽ khởi tranh từ ngày 31/12/2007 đến ngày 13/3/2008 theo hai lượt đi và về. Vòng chung kết diễn ra từ 19/3 đến ngày 27/3/2008.

## Điều lệ
23 đội bóng được chia đều vào 3 bảng theo khu vực địa lý để thi đấu như sau:
- Bảng A gồm: Đạm Phú Mỹ Nam Định, Halida Thanh Hoá, Hà Nội ACB, Hòa Phát Hà Nội, TCDK Sông Lam Nghệ An, Thể Công Viettel, Than Quảng Ninh và Xi Măng Hải Phòng.
- Bảng B: SHB Đà Nẵng, Khatoco Khánh Hoà, Bình Thuận, Hoang Anh Gia Lai, Trung tâm Thành Long, Bình Định và Quảng Ngãi.
- Bảng C: An Giang, Tiền Giang, Quân khu 7, Đồng Tháp, Đồng Tâm Long An, Tây Ninh, Becamex Bình Dương và Thép Miền Nam Cảng Sài Gòn.

Các đội thi đấu vòng tròn hai lượt tính điểm, xếp hạng ở mỗi bảng để chọn 8 đội vào thi đấu ở vòng chung kết, trong số đó có 6 đội xếp thứ nhất và xếp thứ nhì của ba bảng. Hai đội còn lại được lựa chọn trong số ba đội xếp thứ ba của ba bảng có điểm và các chỉ số cao hơn.
Tại vòng đấu loại, 23 đội bóng được chia thành 3 bảng, mỗi bảng 8 đội, thi đấu vòng tròn 2 lượt tính điểm để chọn 8 đội (6 đội nhất, nhì của 3 bảng và 2 trong số 3 đội xếp thứ ba của 3 bảng có điểm và các chỉ số cao hơn) vào thi đấu tại Vòng chung kết.
Sau khi vượt qua vòng loại, 8 đội lọt vào Vòng chung kết sẽ bắt cặp thi đấu theo thể thức loại trực tiếp 2 trận lượt đi và lượt về trên một sân. Sau hai lượt trận, 4 đội thắng cuộc sẽ giành quyền vào thi đấu tại Bán kết theo thể thức loại trực tiếp 1 trận để xác định cặp đấu tranh cúp vô địch tại trận Chung kết.

## Vòng loại

### Kết quả bảng A
| Lượt đi | Lượt đi    | Lượt đi       | Lượt đi | Trận                  | Trận | Trận                  | Lượt về | Lượt về        | Lượt về   | Lượt về |
| ------- | ---------- | ------------- | ------- | --------------------- | ---- | --------------------- | ------- | -------------- | --------- | ------- |
| Vòng    | Ngày       | Sân           | Tỷ số   | Đội 1                 | -    | Đội 2                 | Tỷ số   | Sân            | Ngày      | Vòng    |
| Vòng 1  | 31/12/2007 | Sân Thanh Hóa | 1-0     | U19 Thể Công Viettel  | -    | U19 ĐPM Nam Định      | 0-0     | Sân Thể Công   | 17/2/2008 | Vòng 8  |
| Vòng 1  | 31/12/2007 | Sân Thanh Hóa | 1-3     | U19 Halida Thanh Hóa  | -    | U19 Sông Lam Nghệ An  | 1-4     | Sân Thể Công   | 17/2/2008 | Vòng 8  |
| Vòng 1  | 31/12/2007 | Sân Bảo Long  | 1-1     | U19 Xi Măng Hải Phòng | -    | U19 Than Quảng Ninh   | 3-3     | Sân Cửa Ông    | 17/2/2008 | Vòng 8  |
| Vòng 1  | 31/12/2007 | Sân Bảo Long  | 1-3     | U19 Hòa Phát Hà Nội   | -    | U19 Hà Nội ACB        | 2-2     | Sân Cửa Ông    | 17/2/2008 | Vòng 8  |
| Vòng 2  | 4/1/2008   | Sân Thanh Hóa | 2-4     | U19 ĐPM Nam Định      | -    | U19 Sông Lam Nghệ An  | 1-2     | Sân Thể Công   | 19/2/2008 | Vòng 9  |
| Vòng 2  | 4/1/2008   | Sân Thanh Hóa | 1-3     | U19 Halida Thanh Hóa  | -    | U19 Thể Công Viettel  | 1-4     | Sân Thể Công   | 19/2/2008 | Vòng 9  |
| Vòng 2  | 4/1/2008   | Sân Hòa Phát  | 1-0     | U19 Hà Nội ACB        | -    | U19 Xi Măng Hải Phòng | 1-1     | Sân Cửa Ông    | 19/2/2008 | Vòng 9  |
| Vòng 2  | 4/1/2008   | Sân Hòa Phát  | 1-3     | U19 Hòa Phát Hà Nội   | -    | U19 Than Quảng Ninh   | 1-3     | Sân Cửa Ông    | 19/2/2008 | Vòng 9  |
| Vòng 3  | 8/1/2008   | Sân Thanh Hóa | 2-0     | U19 Thể Công Viettel  | -    | U19 Sông Lam Nghệ An  | 0-1     | Sân Thể Công   | 21/2/2008 | Vòng 10 |
| Vòng 3  | 8/1/2008   | Sân Thanh Hóa | 1-2     | U19 Halida Thanh Hóa  | -    | U19 ĐPM Nam Định      | 0-2     | Sân Thể Công   | 21/2/2008 | Vòng 10 |
| Vòng 3  | 8/1/2008   | Sân Hòa Phát  | 1-2     | U19 Hà Nội ACB        | -    | U19 Than Quảng Ninh   | 2-3     | Sân Cửa Ông    | 21/2/2008 | Vòng 10 |
| Vòng 3  | 8/1/2008   | Sân Hòa Phát  | 3-4     | U19 Hòa Phát Hà Nội   | -    | U19 Xi Măng Hải Phòng | 0-4     | Sân Cửa Ông    | 21/2/2008 | Vòng 10 |
| Vòng 4  | 15/1/2008  | Sân Thanh Hóa | 1-3     | U19 Halida Thanh Hóa  | -    | U19 Than Quảng Ninh   | 1-7     | Sân Hải Phòng  | 26/2/2008 | Vòng 11 |
| Vòng 4  | 15/1/2008  | Sân Thanh Hóa | 4-2     | U19 Sông Lam Nghệ An  | -    | U19 Xi Măng Hải Phòng | 0-2     | Sân Hải Phòng  | 26/2/2008 | Vòng 11 |
| Vòng 4  | 15/1/2008  | Sân Hòa Phát  | 0-1     | U19 Thể Công Viettel  | -    | U19 Hòa Phát Hà Nội   | 3-1     | Sân Hà Nội ACB | 26/2/2008 | Vòng 11 |
| Vòng 4  | 15/1/2008  | Sân Hòa Phát  | 0-3     | U19 ĐPM Nam Định      | -    | U19 Hà Nội ACB        | 2-3     | Sân Hà Nội ACB | 26/2/2008 | Vòng 11 |
| Vòng 5  | 17/1/2008  | Sân Thanh Hóa | 0-0     | U19 Thể Công Viettel  |      | U19 Hà Nội ACB        | 0-1     | Sân Hà Nội ACB | 28/2/2008 | Vòng 12 |
| Vòng 5  | 17/1/2008  | Sân Thanh Hóa | 4-0     | U19 ĐPM Nam Định      | -    | U19 Hòa Phát Hà Nội   | 1-1     | Sân Hà Nội ACB | 28/2/2008 | Vòng 12 |
| Vòng 5  | 17/1/2008  | Sân Hòa Phát  | 2-4     | U19 Halida Thanh Hóa  | -    | U19 Xi Măng Hải Phòng | 2-3     | Sân Hải Phòng  | 28/2/2008 | Vòng 12 |
| Vòng 5  | 17/1/2008  | Sân Hòa Phát  | 5-0     | U19 Sông Lam Nghệ An  | -    | U19 Than Quảng Ninh   | 1-1     | Sân Hải Phòng  | 28/2/2008 | Vòng 12 |
| Vòng 6  | 22/1/2008  | Sân Thanh Hóa | 0-2     | U19 Halida Thanh Hóa  | -    | U19 Hà Nội ACB        | 0-2     | Sân Hà Nội ACB | 3/3/2008  | Vòng 13 |
| Vòng 6  | 22/1/2008  | Sân Thanh Hóa | 2-1     | U19 Sông Lam Nghệ An  | -    | U19 Hòa Phát Hà Nội   | 2-2     | Sân Hà Nội ACB | 3/3/2008  | Vòng 13 |
| Vòng 6  | 22/1/2008  | Sân Hòa Phát  | 2-0     | U19 Thể Công Viettel  | -    | U19 Xi Măng Hải Phòng | 2-4     | Sân Hải Phòng  | 3/3/2008  | Vòng 13 |
| Vòng 6  | 22/1/2008  | Sân Hòa Phát  | 1-0     | U19 ĐPM Nam Định      | -    | U19 Than Quảng Ninh   | 1-0     | Sân Hải Phòng  | 3/3/2008  | Vòng 13 |
| Vòng 7  | 24/1/2008  | Sân Thanh Hóa | 0-2     | U19 Halida Thanh Hóa  | -    | U19 Hòa Phát Hà Nội   | 0-3     | Sân Hà Nội ACB | 5/3/2008  | Vòng 14 |
| Vòng 7  | 24/1/2008  | Sân Thanh Hóa | 3-0     | U19 Sông Lam Nghệ An  | -    | U19 Hà Nội ACB        | 0-1     | Sân Hà Nội ACB | 5/3/2008  | Vòng 14 |
| Vòng 7  | 24/1/2008  | Sân Hòa Phát  | 2-0     | U19 Thể Công Viettel  | -    | U19 Than Quảng Ninh   | 3-1     | Sân Hải Phòng  | 5/3/2008  | Vòng 14 |
| Vòng 7  | 24/1/2008  | Sân Hòa Phát  | 4-0     | U19 ĐPM Nam Định      | -    | U19 Xi Măng Hải Phòng | 0-0     | Sân Hải Phòng  | 5/3/2008  | Vòng 14 |

### Kết quả bảng B
| Lượt đi | Lượt đi    | Lượt đi        | Lượt đi | Trận                  | Trận | Trận                  | Lượt về | Lượt về        | Lượt về   | Lượt về |
| ------- | ---------- | -------------- | ------- | --------------------- | ---- | --------------------- | ------- | -------------- | --------- | ------- |
| Vòng    | Ngày       | Sân            | Tỷ số   | Đội 1                 | -    | Đội 2                 | Tỷ số   | Sân            | Ngày      | Vòng    |
| Vòng 1  | 31/12/2007 | Sân Chi Lăng   | 0-1     | U19 SHB Đà Nẵng       | -    | U19 Khatoco Khánh Hòa | 2-3     | Sân Khánh Hòa  | 17/2/2008 | Vòng 8  |
| Vòng 1  | 31/12/2007 | Sân Thành Long | 7-2     | U19 Hoàng Anh Gia Lai | -    | U19 Bình Thuận        | 3-1     | Sân Bình Thuận | 17/2/2008 | Vòng 8  |
| Vòng 1  | 31/12/2007 | Sân Thành Long | 1-0     | U19 Thành Long        | -    | U19 Bình Định         | 3-0     | Sân Bình Thuận | 17/2/2008 | Vòng 8  |
| Vòng 2  | 4/1/2008   | Sân Chi Lăng   | 2-0     | U19 SHB Đà Nẵng       | -    | U19 Quảng Ngãi        | 5-0     | Sân Khánh Hòa  | 19/2/2008 | Vòng 9  |
| Vòng 2  | 4/1/2008   | Sân Thành Long | 1-2     | U19 Bình Định         | -    | U19 Hoàng Anh Gia Lai | 2-1     | Sân Bình Thuận | 19/2/2008 | Vòng 9  |
| Vòng 2  | 4/1/2008   | Sân Thành Long | 1-0     | U19 Thành Long        | -    | U19 Bình Thuận        | 0-1     | Sân Bình Thuận | 19/2/2008 | Vòng 9  |
| Vòng 3  | 8/1/2008   | Sân Chi Lăng   | 2-1     | U19 Khatoco Khánh Hòa | -    | U19 Quảng Ngãi        | 4-1     | Sân Khánh Hòa  | 21/2/2008 | Vòng 10 |
| Vòng 3  | 8/1/2008   | Sân Thành Long | 2-1     | U19 Bình Định         | -    | U19 Bình Thuận        | 3-0     | Sân Bình Thuận | 21/2/2008 | Vòng 10 |
| Vòng 3  | 8/1/2008   | Sân Thành Long | 1-1     | U19 Thành Long        | -    | U19 Hoàng Anh Gia Lai | 1-1     | Sân Bình Thuận | 21/2/2008 | Vòng 10 |
| Vòng 4  | 15/1/2008  | Sân Chi Lăng   | 3-0     | U19 SHB Đà Nẵng       | -    | U19 Bình Định         | 1-0     | Sân Bình Định  | 4/3/2008  | Vòng 11 |
| Vòng 4  | 15/1/2008  | Sân Thành Long | 0-3     | U19 Khatoco Khánh Hòa | -    | U19 Thành Long        | 2-0     | Sân Bình Định  | 4/3/2008  | Vòng 11 |
| Vòng 4  | 15/1/2008  | Sân Thành Long | 2-4     | U19 Quảng Ngãi        | -    | U19 Hoàng Anh Gia Lai | 0-5     | Sân Pleiku     | 4/3/2008  | Vòng 11 |
| Vòng 5  | 17/1/2008  | Sân Chi Lăng   | 0-1     | U19 SHB Đà Nẵng       | -    | U19 Thành Long        | 1-0     | Sân Thành Long | 6/3/2008  | Vòng 12 |
| Vòng 5  | 17/1/2008  | Sân Thành Long | 4-3     | U19 Khatoco Khánh Hòa | -    | U19 Bình Định         | 2-2     | Sân Bình Định  | 6/3/2008  | Vòng 12 |
| Vòng 5  | 17/1/2008  | Sân Thành Long | 2-3     | U19 Quảng Ngãi        | -    | U19 Bình Thuận        | 4-3     | Sân Pleiku     | 6/3/2008  | Vòng 12 |
| Vòng 6  | 22/1/2008  | Sân Chi Lăng   | 2-0     | U19 SHB Đà Nẵng       | -    | U19 Bình Thuận        | 2-2     | Sân Pleiku     | 11/3/2008 | Vòng 13 |
| Vòng 6  | 22/1/2008  | Sân Thành Long | 1-0     | U19 Khatoco Khánh Hòa | -    | U19 Hoàng Anh Gia Lai | 0-4     | Sân Pleiku     | 11/3/2008 | Vòng 13 |
| Vòng 6  | 22/1/2008  | Sân Thành Long | 3-0     | U19 Thành Long        | -    | U19 Quảng Ngãi        | 3-2     | Sân Bình Định  | 11/3/2008 | Vòng 13 |
| Vòng 7  | 24/1/2008  | Sân Chi Lăng   | 0-0     | U19 SHB Đà Nẵng       | -    | U19 Hoàng Anh Gia Lai | 1-2     | Sân Pleiku     | 16/3/2008 | Vòng 14 |
| Vòng 7  | 24/1/2008  | Sân Thành Long | 4-3     | U19 Khatoco Khánh Hòa | -    | U19 Bình Thuận        | 0-1     | Sân Pleiku     | 16/3/2008 | Vòng 14 |
| Vòng 7  | 24/1/2008  | Sân Thành Long | 0-0     | U19 Quảng Ngãi        | -    | U19 Bình Định         | 1-0     | Sân Bình Định  | 16/3/2008 | Vòng 14 |

### Kết quả bảng C
| Lượt đi | Lượt đi    | Lượt đi        | Lượt đi | Trận                   | Trận | Trận                   | Lượt về | Lượt về          | Lượt về   | Lượt về |
| ------- | ---------- | -------------- | ------- | ---------------------- | ---- | ---------------------- | ------- | ---------------- | --------- | ------- |
| Vòng    | Ngày       | Sân            | Tỷ số   | Đội 1                  | -    | Đội 2                  | Tỷ số   | Sân              | Ngày      | Vòng    |
| Vòng 1  | 31/12/2007 | Sân Quân khu 7 | 2-0     | U19 Đồng Tháp          | -    | U19 Tiền Giang         | 4-0     | Sân Cao Lãnh     | 17/2/2008 | Vòng 8  |
| Vòng 1  | 31/12/2007 | Sân Quân khu 7 | 1-3     | U19 Quân khu 7         | -    | U19 Đồng Tâm Long An   | 1-4     | Sân Cao Lãnh     | 17/2/2008 | Vòng 8  |
| Vòng 1  | 31/12/2007 | Sân Tây Ninh   | 0-1     | U19 TMN Cảng Sài Gòn   | -    | U19 An Giang           | 1-1     | Sân An Giang     | 17/2/2008 | Vòng 8  |
| Vòng 1  | 31/12/2007 | Sân Tây Ninh   | 1-3     | U19 Tây Ninh           | -    | U19 Becamex Bình Dương | 1-1     | Sân An Giang     | 17/2/2008 | Vòng 8  |
| Vòng 2  | 4/1/2008   | Sân Quân khu 7 | 0-2     | U19 Tiền Giang         | -    | U19 Đồng Tâm Long An   | 0-2     | Sân Cao Lãnh     | 19/2/2008 | Vòng 9  |
| Vòng 2  | 4/1/2008   | Sân Quân khu 7 | 1-3     | U19 Quân khu 7         | -    | U19 Đồng Tháp          | 1-0     | Sân Cao Lãnh     | 19/2/2008 | Vòng 9  |
| Vòng 2  | 4/1/2008   | Sân Tây Ninh   | 1-3     | U19 Becamex Bình Dương | -    | U19 TMN Cảng Sài Gòn   | 2-1     | Sân An Giang     | 19/2/2008 | Vòng 9  |
| Vòng 2  | 4/1/2008   | Sân Tây Ninh   | 1-3     | U19 Tây Ninh           | -    | U19 An Giang           | 4-2     |                  | 19/2/2008 | Vòng 9  |
| Vòng 3  | 8/1/2008   | Sân Quân khu 7 | 1-0     | U19 Đồng Tháp          | -    | U19 Đồng Tâm Long An   | 2-0     | Sân Cao Lãnh     | 21/2/2008 | Vòng 10 |
| Vòng 3  | 8/1/2008   | Sân Quân khu 7 | 1-3     | U19 Quân khu 7         | -    | U19 Tiền Giang         | 4-0     | Sân Cao Lãnh     | 21/2/2008 | Vòng 10 |
| Vòng 3  | 8/1/2008   | Sân Tây Ninh   | 0-0     | U19 Becamex Bình Dương | -    | U19 An Giang           | 2-4     | Sân An Giang     | 21/2/2008 | Vòng 10 |
| Vòng 3  | 8/1/2008   | Sân Tây Ninh   | 2-1     | U19 Tây Ninh           | -    | U19 TMN Cảng Sài Gòn   | 0-1     | Sân An Giang     | 21/2/2008 | Vòng 10 |
| Vòng 4  | 15/1/2008  | Sân Quân khu 7 | 0-2     | U19 Quân khu 7         | -    | U19 An Giang           | 1-4     | Sân Cảng Sài Gòn | 4/3/2008  | Vòng 11 |
| Vòng 4  | 15/1/2008  | Sân Quân khu 7 | 0-1     | U19 Đồng Tâm Long An   | -    | U19 TMN Cảng Sài Gòn   | 0-0     | Sân Cảng Sài Gòn | 4/3/2008  | Vòng 11 |
| Vòng 4  | 15/1/2008  | Sân Tây Ninh   | 3-1     | U19 Đồng Tháp          | -    | U19 Tây Ninh           | 0-0     | Sân Gò Đậu       | 4/3/2008  | Vòng 11 |
| Vòng 4  | 15/1/2008  | Sân Tây Ninh   | 0-0     | U19 Tiền Giang         | -    | U19 Becamex Bình Dương | 2-2     | Sân Gò Đậu       | 4/3/2008  | Vòng 11 |
| Vòng 5  | 17/1/2008  | Sân Quân khu 7 | 0-0     | U19 Quân khu 7         | -    | U19 TMN Cảng Sài Gòn   | 1-2     | Sân Cảng Sài Gòn | 6/3/2008  | Vòng 12 |
| Vòng 5  | 17/1/2008  | Sân Quân khu 7 | 0-1     | U19 Đồng Tâm Long An   | -    | U19 An Giang           | 4-3     | Sân Cảng Sài Gòn | 6/3/2008  | Vòng 12 |
| Vòng 5  | 17/1/2008  | Sân Tây Ninh   | 1-0     | U19 Đồng Tháp          | -    | U19 Becamex Bình Dương | 2-1     | Sân Gò Đậu       | 6/3/2008  | Vòng 12 |
| Vòng 5  | 17/1/2008  | Sân Tây Ninh   | 4-1     | U19 Tiền Giang         | -    | U19 Tây Ninh           | 1-1     | Sân Gò Đậu       | 6/3/2008  | Vòng 12 |
| Vòng 6  | 22/1/2008  | Sân Quân khu 7 | 3-1     | U19 Quân khu 7         | -    | U19 Becamex Bình Dương | 3-3     | Sân Gò Đậu       | 11/3/2008 | Vòng 13 |
| Vòng 6  | 22/1/2008  | Sân Quân khu 7 | 2-3     | U19 Tiền Giang         | -    | U19 An Giang           | 1-3     | Sân Gò Đậu       | 11/3/2008 | Vòng 13 |
| Vòng 6  | 22/1/2008  | Sân Tây Ninh   | 3-1     | U19 Đồng Tháp          | -    | U19 TMN Cảng Sài Gòn   | 3-2     | Sân Cảng Sài Gòn | 11/3/2008 | Vòng 13 |
| Vòng 6  | 22/1/2008  | Sân Tây Ninh   | 1-3     | U19 Tây Ninh           | -    | U19 Đồng Tâm Long An   | 1-4     | Sân Cảng Sài Gòn | 11/3/2008 | Vòng 13 |
| Vòng 7  | 24/1/2008  | Sân Quân khu 7 | 2-3     | U19 Đồng Tháp          | -    | U19 An Giang           | 1-0     | Sân Cảng Sài Gòn | 16/3/2008 | Vòng 14 |
| Vòng 7  | 24/1/2008  | Sân Quân khu 7 | 0-3     | U19 Tiền Giang         | -    | U19 TMN Cảng Sài Gòn   | 1-6     | Sân Cảng Sài Gòn | 16/3/2008 | Vòng 14 |
| Vòng 7  | 24/1/2008  | Sân Tây Ninh   | 1-2     | U19 Quân khu 7         | -    | U19 Tây Ninh           | 2-2     | Sân Gò Đậu       | 16/3/2008 | Vòng 14 |
| Vòng 7  | 24/1/2008  | Sân Tây Ninh   | 3-1     | U19 Đồng Tâm Long An   | -    | U19 Becamex Bình Dương | 2-0     | Sân Gò Đậu       | 16/3/2008 | Vòng 14 |

### Bảng xếp hạng
Bảng A
| Thư tự | Đội                     | Trận | Thắng | Hòa | Thua | Hiệu số | Điểm | Kết quả                  |
| 1      | U19 Sông Lam Nghệ An    | 14   | 9     | 2   | 3    | 31-16   | 29   | Tham dự vòng chung kết   |
| 2      | U19 Hà Nội ACB          | 14   | 8     | 3   | 3    | 22-14   | 27   | Tham dự vòng chung kết   |
| 3      | U19 Thể Công Viettel    | 14   | 8     | 2   | 4    | 22-11   | 26   | Xét tuyển vòng chung kết |
| 4      | U19 Xi Măng Hải Phòng   | 14   | 6     | 4   | 4    | 28-25   | 22   |                          |
| 5      | U19 Đạm Phú Mỹ Nam Định | 14   | 6     | 3   | 5    | 20-15   | 21   |                          |
| 6      | U19 Than Quảng Ninh     | 14   | 6     | 3   | 5    | 27-24   | 21   |                          |
| 7      | U19 Hòa Phát Hà Nội     | 14   | 3     | 3   | 8    | 19-31   | 12   |                          |
| 8      | U19 Halida Thanh Hóa    | 14   | 0     | 0   | 14   | 11-44   | 0    |                          |

Bảng B
| Thư tự | Đội                        | Trận | Thắng | Hòa | Thua | Hiệu số | Điểm | Kết quả                  |
| 1      | U19 Khatoco Khánh Hòa      | 12   | 8     | 1   | 3    | 23-20   | 25   | Tham dự vòng chung kết   |
| 2      | U19 Hoàng Anh Gia Lai      | 12   | 7     | 3   | 2    | 30-12   | 24   | Tham dự vòng chung kết   |
| 3      | U19 Thành Long             | 12   | 7     | 2   | 3    | 17-8    | 23   | Xét tuyển vòng chung kết |
| 4      | U19 SHB Đà Nẵng            | 12   | 6     | 2   | 4    | 19-9    | 20   |                          |
| 5      | U19 Boss Bình Định         | 12   | 3     | 2   | 7    | 13-19   | 11   |                          |
| 6      | U19 Ninh Thuận             | 12   | 3     | 1   | 8    | 17-30   | 10   |                          |
| 7      | U19 Thành Nghĩa Quảng Ngãi | 12   | 2     | 1   | 9    | 13-34   | 7    |                          |

Bảng C
| Thư tự | Đội                     | Trận | Thắng | Hòa | Thua | Hiệu số | Điểm | Kết quả                  |
| 1      | U19 TĐCS Đồng Tháp      | 14   | 11    | 1   | 2    | 27-10   | 34   | Tham dự vòng chung kết   |
| 2      | U19 Ando Group An Giang | 14   | 9     | 2   | 3    | 30-19   | 29   | Tham dự vòng chung kết   |
| 3      | U19 Đồng Tâm Long An    | 14   | 9     | 1   | 4    | 27-13   | 28   | Xét tuyển vòng chung kết |
| 4      | U19 TMN Cảng Sài Gòn    | 14   | 6     | 3   | 5    | 22-15   | 21   |                          |
| 5      | U19 GTC Tây Ninh        | 14   | 3     | 4   | 7    | 18-29   | 13   |                          |
| 6      | U19 Quân khu 7          | 14   | 3     | 3   | 8    | 20-29   | 12   |                          |
| 7      | U19 Becamex Bình Dương  | 14   | 2     | 5   | 7    | 17-26   | 11   |                          |
| 8      | U19 SHS Tiền Giang      | 14   | 2     | 3   | 9    | 14-34   | 9    |                          |

Xét tuyển vào vòng chung kết
| Thư tự | Đội                  | Trận | Thắng | Hòa | Thua | Hiệu số | Điểm | Kết quả                     |
| 1      | U19 Thành Long       | 12   | 7     | 2   | 3    | 17-8    | 23   | Vị trí vào vòng chung kết   |
| 2      | U19 Đồng Tâm Long An | 12   | 7     | 1   | 4    | 23-13   | 22   | Tham dự vòng chung kết      |
| 3      | U19 Thể Công Viettel | 12   | 6     | 2   | 4    | 15-9    | 20   | Bị loại khỏi vòng chung kết |

## Vòng chung kết
Tất cả các trận đấu đều diễn ra trên Sân vận động Thống Nhất ở Thành phố Hồ Chí Minh. Đội in đậm giành quyền vào vòng bán kết.
| Ngày      | Giờ   | Mã trận | Trận đấu                                     | Tỷ số         | Lượt đấu |
| --------- | ----- | ------- | -------------------------------------------- | ------------- | -------- |
| 19/3/2008 | 15h30 | I       | U19 Đồng Tháp - U19 Thành Long               | 0-4           | Lượt đi  |
| 19/3/2008 | 17h30 | II      | U19 Sông Lam Nghệ An - U19 Hoàng Anh Gia Lai | 1-0           | Lượt đi  |
| 20/3/2008 | 15h30 | III     | U19 Khánh Hòa - U19 Đồng Tâm Long An         | 0-0           | Lượt đi  |
| 20/3/2008 | 17h30 | IV      | U19 Hà Nội ACB - U19 An Giang                | 1-2           | Lượt đi  |
| 21/3/2008 | 15h30 | I       | U19 Đồng Tháp - U19 Thành Long               | 2-3           | Lượt về  |
| 21/3/2008 | 17h30 | II      | U19 Sông Lam Nghệ An - U19 Hoàng Anh Gia Lai | 1-0           | Lượt về  |
| 22/3/2008 | 15h30 | III     | U19 Khánh Hòa - U19 Đồng Tâm Long An         | 1-1 (3-4 pen) | Lượt về  |
| 22/3/2008 | 17h30 | IV      | U19 Hà Nội ACB - U19 An Giang                | 0-1           | Lượt về  |

## Vòng bán kết
|  | v |  |
|  | - |  |
|  |   |  |

|  |   | Luân lưu 11m |
|  | ' |              |

|  | v |  |
|  | - |  |
|  |   |  |

|  |       | Luân lưu 11m |
|  | 7 - 6 |              |

## Trận chung kết
|  | v |  |
|  | - |  |
|  |   |  |

|  |   | Luân lưu 11m |
|  | ' |              |

## Tổng kết mùa giải
- Giải nhất: U19 Thành Long - Thành phố Hồ Chí Minh.
- Giải Nhì: U19 Đồng Tâm Long An.
- Đồng Giải ba: U19 An Đô An Giang và U19 TCDK Sông Lam Nghệ An.
- Giải phong cách: U19 Đồng Tâm Long An.
- Thủ môn xuất sắc nhất giải: Nguyễn Thành Nam (1- Thành Long).
- Cầu thủ xuất sắc nhất giải: Lê Đức Tài (7- Thành Long)
- Cầu thủ ghi nhiều bàn thắng nhất giải: Lê Đức Tài (7- Thành Long)